# Stora Malms kyrka

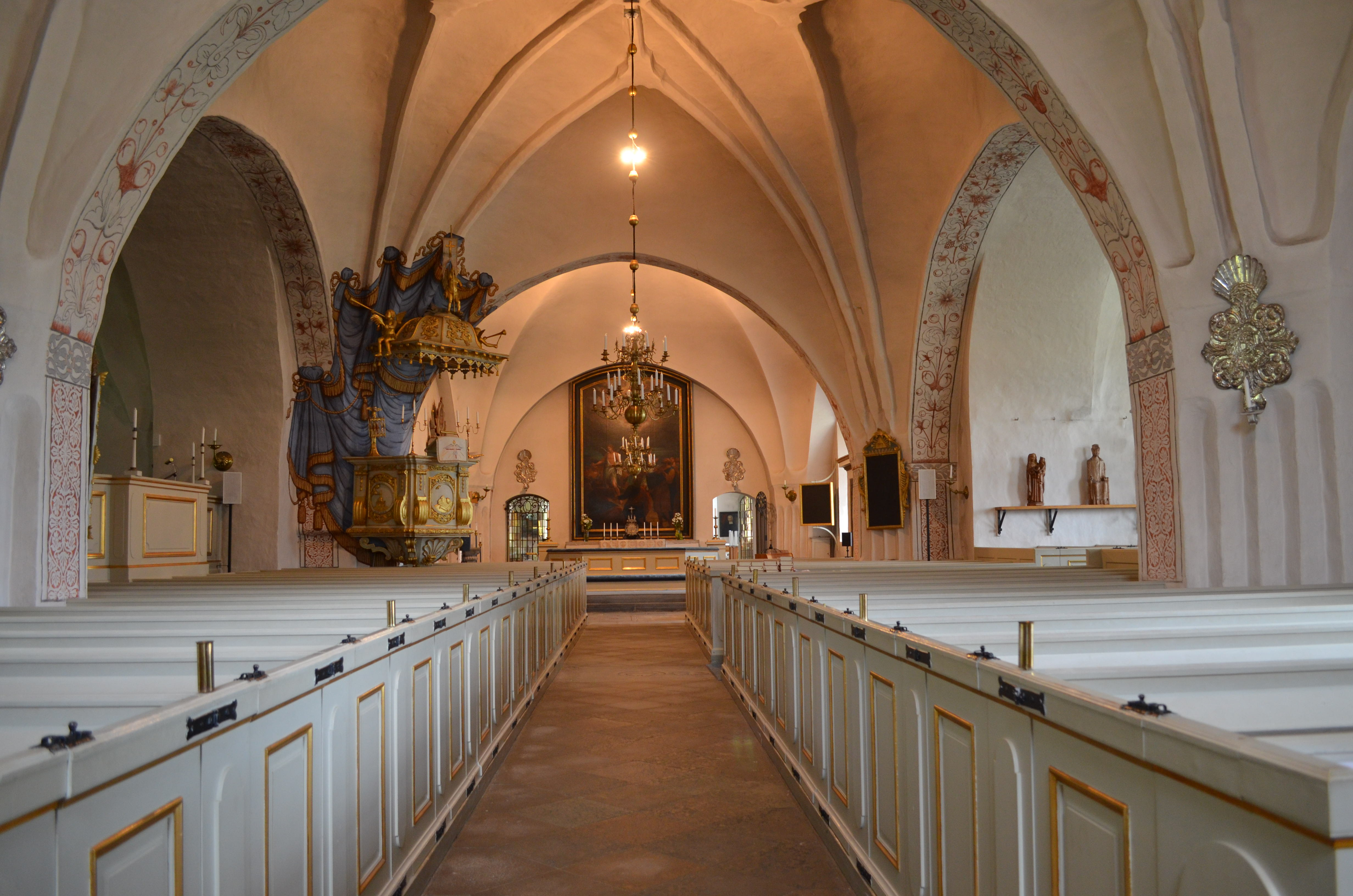
Stora Malm kyrkas kyrkosal

Stora Malms kyrka är en kyrkobyggnad som tillhör Katrineholmsbygdens församling i Strängnäs stift.

## Kyrkobyggnaden
Kyrkan uppfördes på 1200-talet och bestod då av långhus och kor. Under den senare delen av medeltiden byggdes vapenhus och sakristia. På 1700-talet byggdes kyrkan ut, korsarmar byggdes till och målningar från 1600-talet kalkades över. Kyrkan renoverades 1910 då den överkalkade målningen delvis återställdes. Långhus och kor byggdes om och kyrkan fick nya bänkar.
Kyrkan restaurerades 1909-1910 under ledning av Sigurd Curman.
Klockstapeln är från 1736 där storklockan är från 1501. Uret i klockstapeln är tillverkat 1766 av urmakaren Per Larsson i Ändebol.

## Inventarier
Altartavlan är utförd av Pehr Hörberg. I  Ericsbergskoret finns en altartavla gjord av Olle Hjortzberg. Predikstolen är  utförd av Olof Malmström.

### Orgel
- 1749 byggdes en orgel av Jonas Gren och Petter Stråhle, Stockholm. Orgeln skänktes av ryttmästaren David Henrik Hildebrand.[2]

| Manual         | Pedal   |
| Kvintadena 16' | Bihängd |
| Principal 8'   |         |
| Gedackt 8'     |         |
| Oktava 4'      |         |
| Flöjt 4'       |         |
| Kvinta 3'      |         |
| Oktava 2'      |         |
| Mixtur 3 chor  |         |
| Trumpet 16'    |         |
| Trumpet 8'     |         |
| Trumpet 4' Bas |         |
| Vox virginea   |         |

- 1879 byggde Åkerman & Lund, Stockholm en orgel med 17 stämmor fördelat på två manualer och pedal.[3]

- Den nuvarande pneumatisk orgeln byggdes 1946 av Olof Hammarberg, Göteborg. Fasaden som används till orgeln är från 1879 års orgel.[3]

| Manual I          | Manual II     | Pedal          | Koppel   | Övrigt                   |
| Principal 8'      | Rörflöjt 8'   | Subbas 16'     | I/P      | 2 fria kombinationer.    |
| Flöjt Harmonik 8' | Salicional 8' | Kvinta 10 1⁄3' | II/P     | Automatisk pedalväxling. |
| Gedakt 8'         | Basetthorn 4' | Oktava 8'      | II/I     |                          |
| Oktava 4'         | Gemshorn 4'   | Nachthorn 4'   | II 16'/I |                          |
| Flöjt 4'          | Nasard 2 2⁄3' | Basun 16'      | II 4'/I  |                          |
| Kvinta 2 2⁄3'     | Blockflöjt 2' |                |          |                          |
| Oktava 2'         | Ters 1 3⁄5'   |                |          |                          |
| Mixtur 3 chor     | Scharf 3 chor |                |          |                          |
| Trumpet 8'        | Krumhorn 8'   |                |          |                          |

## Bilder

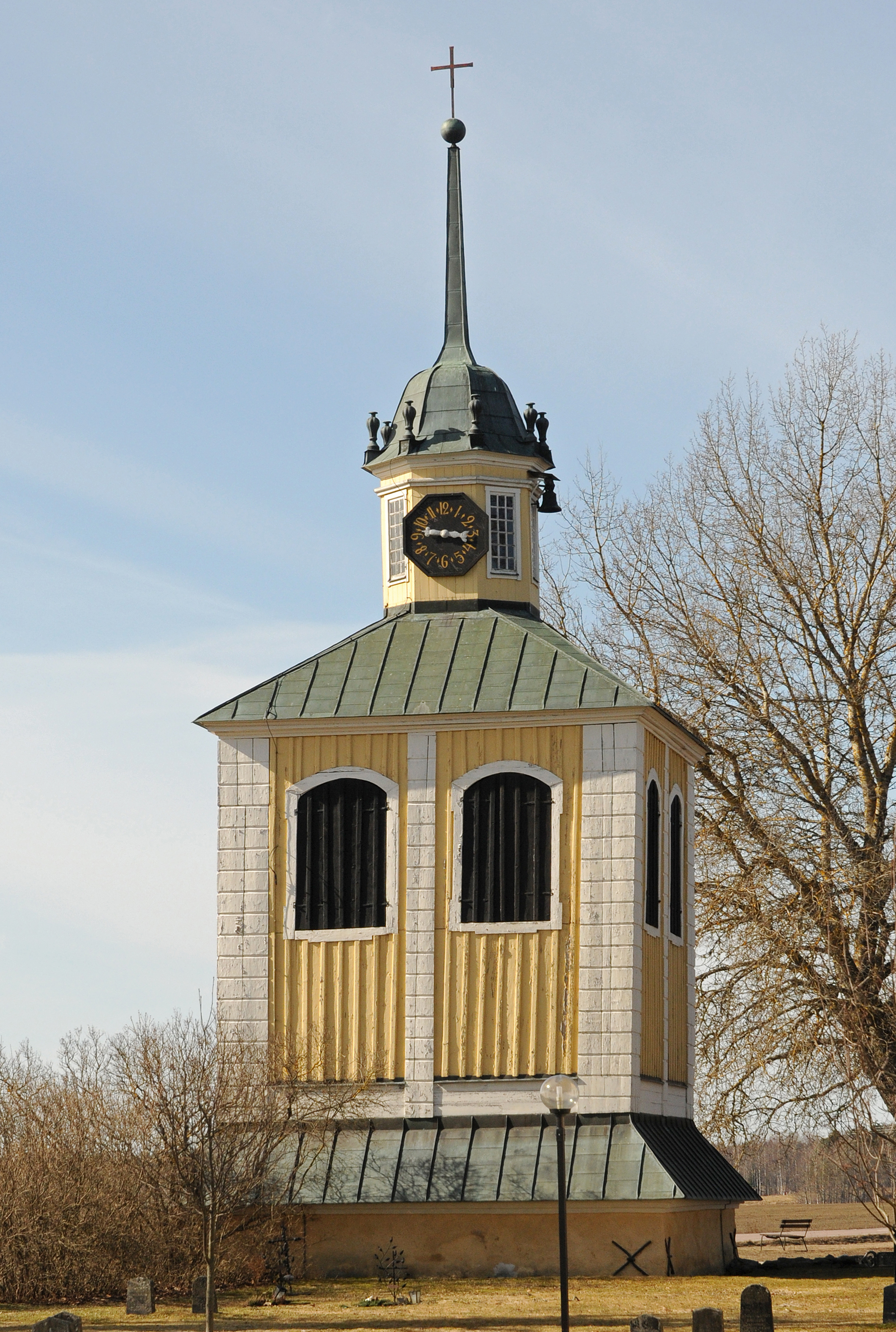
Klockstapeln med tornuret från 1766
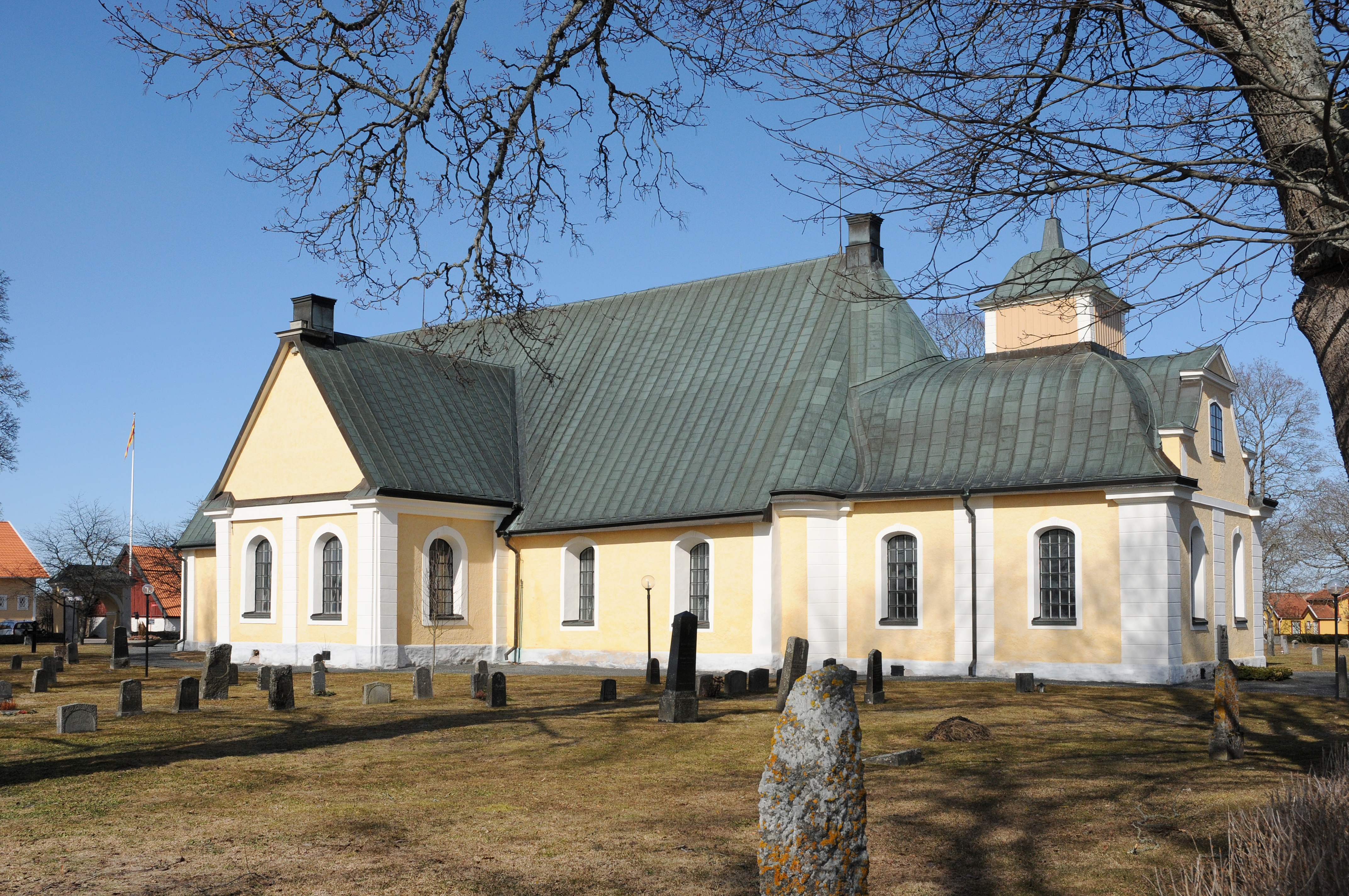
Vy från sydväst
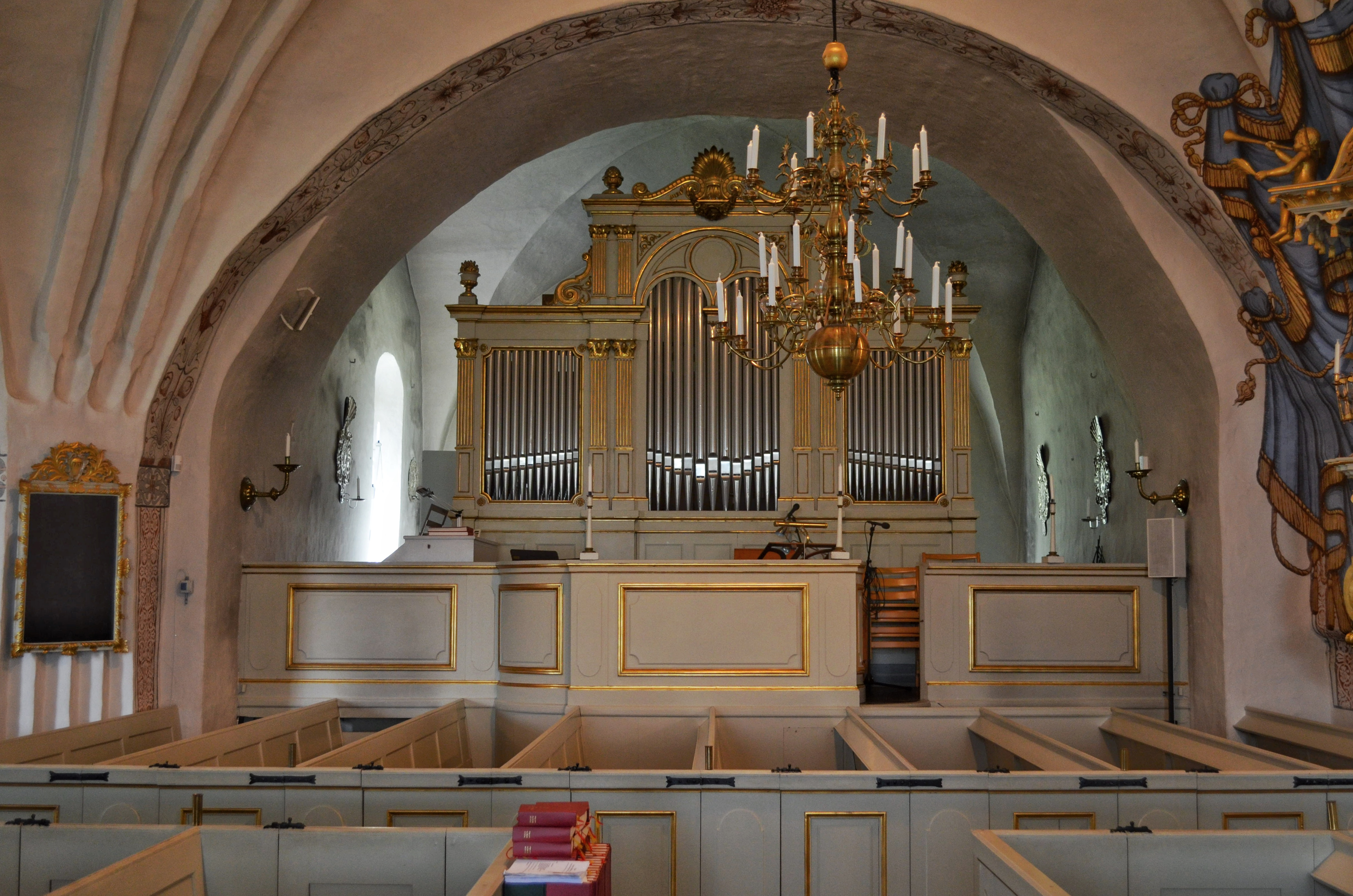
Stora Malm kyrkas kykorgel.
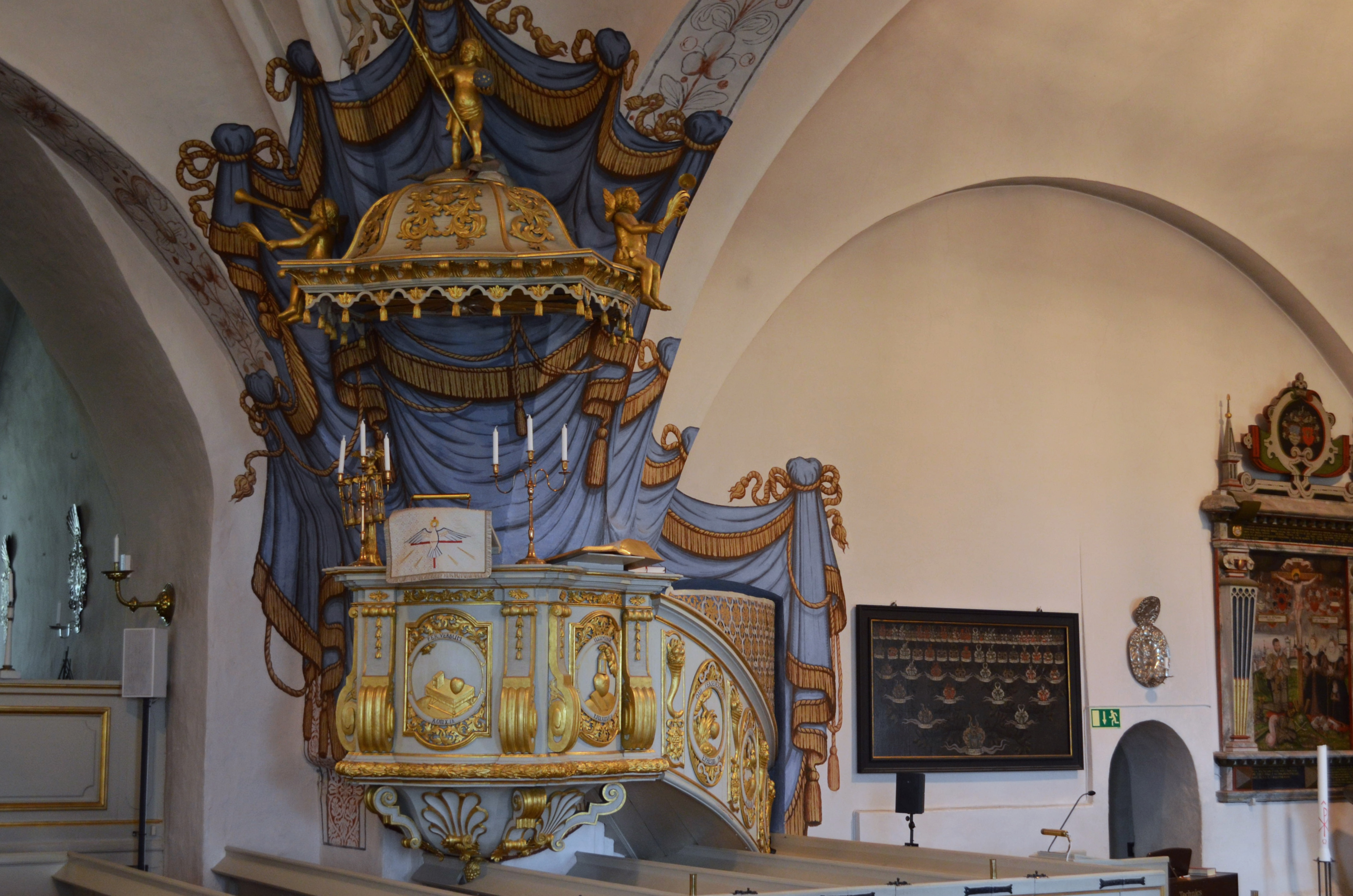
Stora Malm kyrkas predikstol.
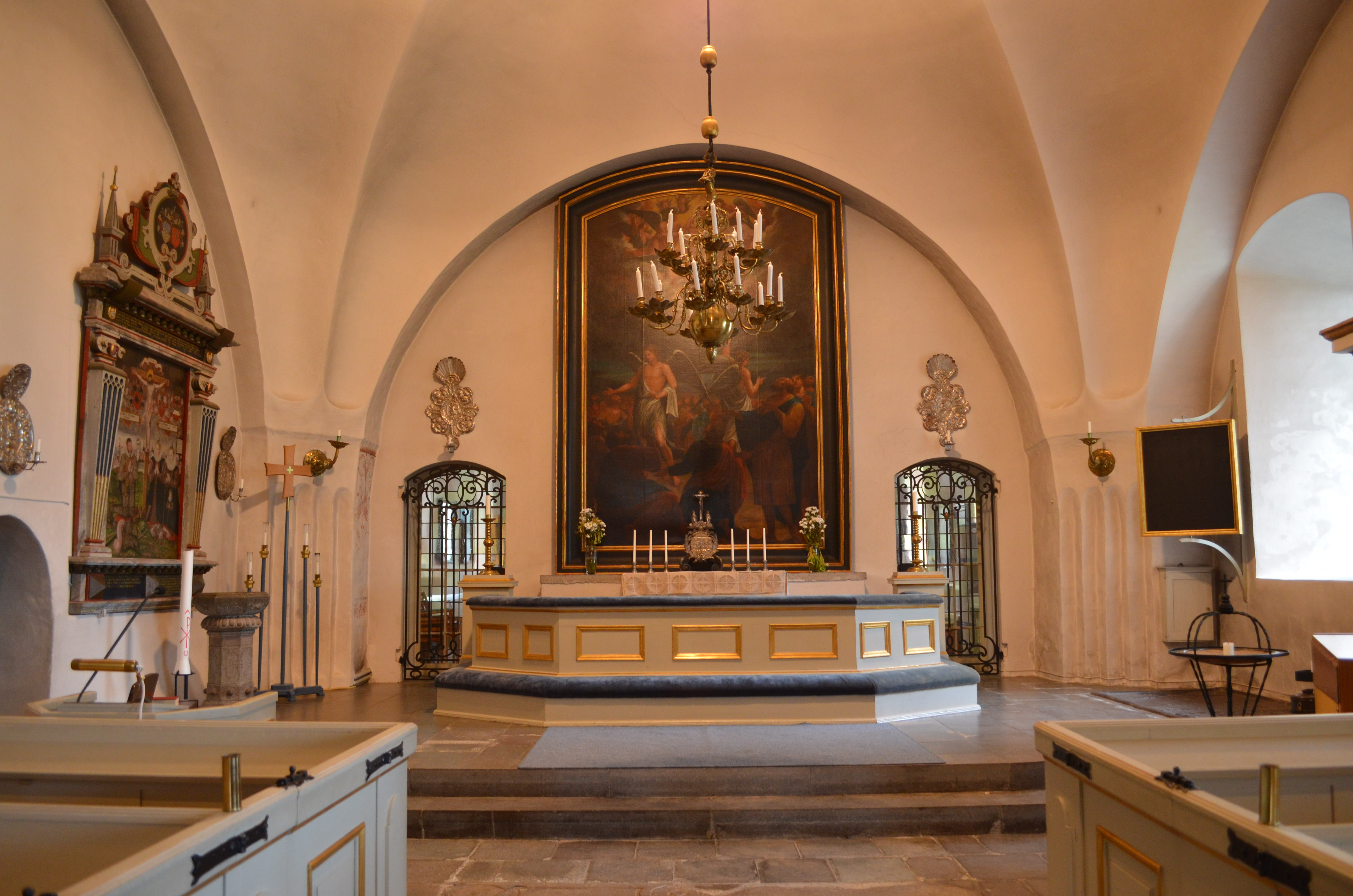
Stora Malm kyrkas altare.